# فرنی، بریتیش کلمبیا

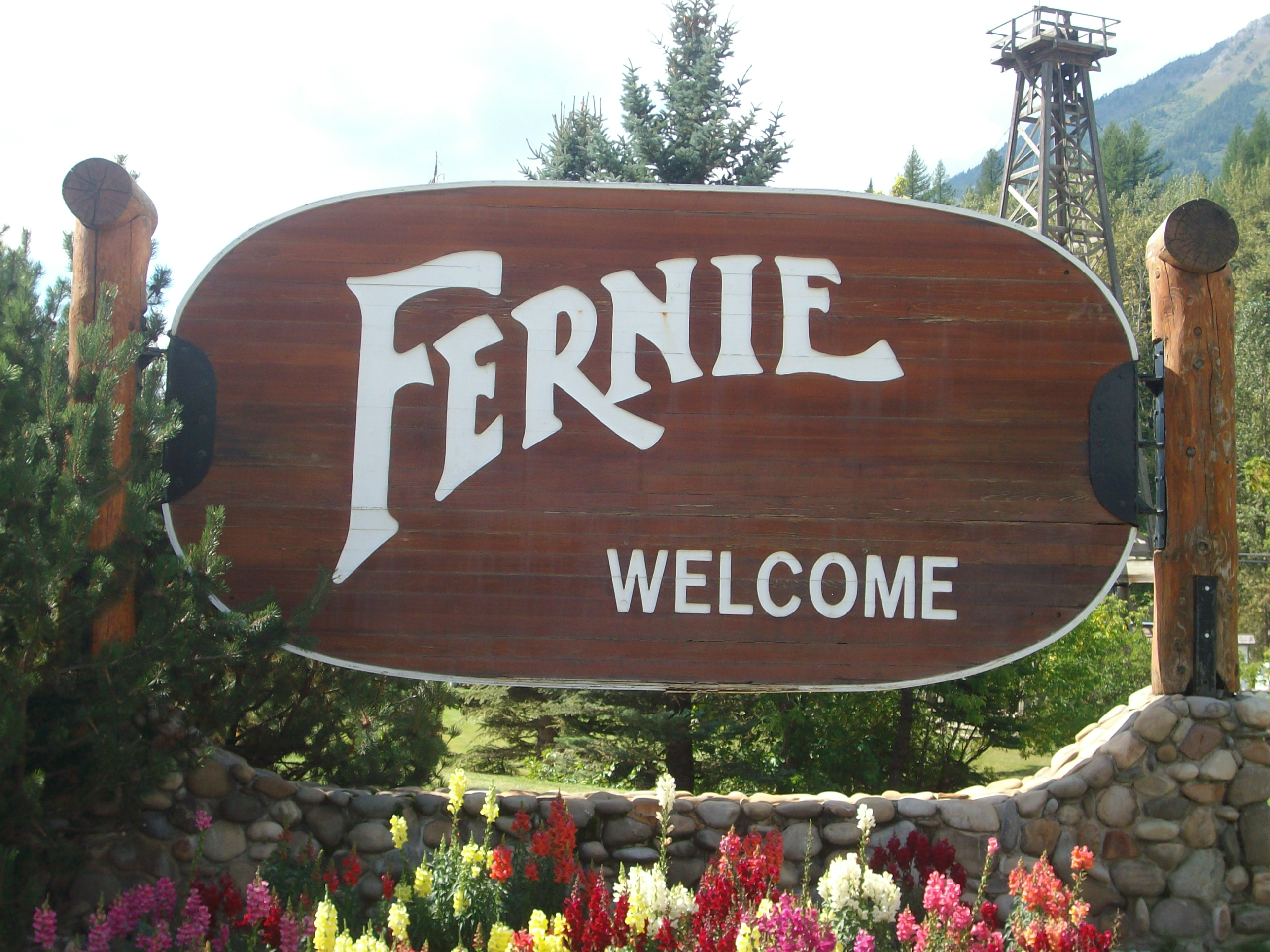
تابلوی خوش آمدید فرنی

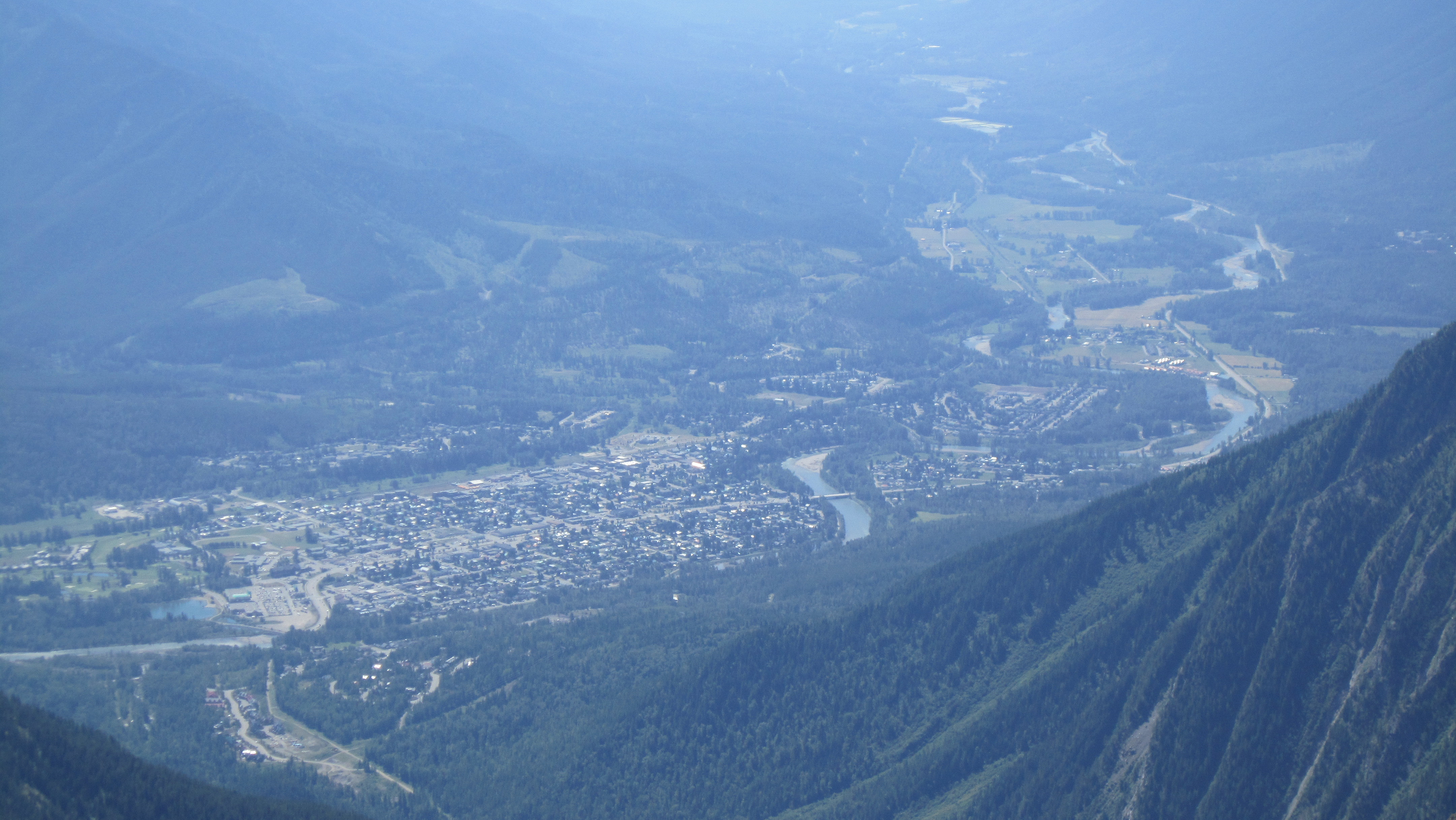
شهر فرنی از فراز کوه تری سیستر (سه خواهر)

فرنی شهری در جنوب شرقی بریتیش کلمبیای کانادا است که در الک ولی منطقه کوتنی شرقی در بزرگراه 3 BC و در نزدیکی شرق مسیر عبور کرونست در کوه‌های راکی واقع شده است.
فرنی در سال ۱۸۹۸ تأسیس و در ژوئیه سال ۱۹۰۴ به عنوان شهر ثبت شد.
این شهر دارای ۴۸۱۱ نفر جمعیت است همراه با ۱۸۹۹ نفر در خارج از محدوده شهر. جمعیت این شهر در طول ماه‌های زمستان به صورت فصلی افزایش قابل توجهی پیدا می‌کند.